# Уайт, Джек
Джон Энтони (Джек) Уайт (англ. John Anthony «Jack» White; род. 9 июля 1975) — американский рок-музыкант, певец, гитарист, автор песен, продюсер и актёр. Наибольшую известность получил как участник группы The White Stripes.
В 2003 году журнал Rolling Stone поместил Джека Уайта на 17-е место в списке «100 величайших гитаристов всех времён». В списке 2011 года он на 70-м месте.
Дебютный альбом музыканта — Blunderbuss, вышел 24 апреля 2012 года. Второй студийный альбом — Lazaretto, был выпущен 10 июня 2014 года. Оба альбома удостоились высокой похвалы от музыкальных критиков и обрели широкий коммерческий успех.
Во время неофициального сотрудничества с различными андерграунд-рок-группами из Детройта, Джек Уайт основал группу The White Stripes вместе со своей спутницей Меган Уайт в 1997 году. Третий студийный альбом группы — White Blood Cells, выпущенный 3 июля 2001 года, принёс музыкантам международную известность, сопровождаясь при этом популярностью сингла «Fell in Love with a Girl» и видеоклипом на него. Широкое признание дало Джеку возможность сотрудничать со многими выдающимися музыкантами, такими как Лоретта Линн и Боб Дилан. В 2006 году, он основал группу The Raconteurs, а через три года супер-группу The Dead Weather совместно с Элисон Моссхарт из The Kills, Дином Фертитой из Queens of the Stone Age и Джеком Лоуренсом из The Greenhornes.
Джек Уайт признается одним из ключевых музыкантов жанра гаражный рок. Он также является обладателем двенадцати наград Грэмми (шесть из которых в составе The White Stripes). Три сольных альбома музыканта возглавляли чарт Billboard 200. Уайт имеет обширную коллекцию старинных гитар и различных инструментов, отдающих дань известным блюз-музыкантам. Он является активным сторонником аналоговых технологий и методов записи, при этом официально числясь в среде участников совета Национального фонда сохранения записей библиотеки конгресса (англ. Library of Congress' National Recording Preservation Foundation).
Джек Уайт имеет собственный звукозаписывающий лейбл Third Man Records, который также занимается выпуском виниловых записей собственного производства.

## Детство и юность
Джон Энтони Гиллис родился 9 июля 1975 года в городе Детройт, штат Мичиган. У него шотландско-канадские и польские корни. Джон — седьмой из десяти детей в семье (семь сыновей и три дочери), сын Терезы и Гормана Гиллисов. Родители работали в метрополии Детройта. Отец был техником по обслуживанию оборудования, мать — секретарём Кардинала. Его семья имела средний достаток. С ранних лет родители приучали сына к католичеству, что в конечном итоге дало Джону возможность стать церковным послушником, благодаря чему, в 1987 году, он получил свою первую роль в кино. Это был фильм «Убийства по чёткам», снятый в детройтской католической церкви, где Джон выполнял свои обязанности алтарного мальчика. Он — поклонник классической музыки с ранних лет. Свои музыкальные предпочтения Джон унаследовал от своих старших братьев в раннем возрасте, периодически осваивая различные музыкальные инструменты, которые те оставляли для него.
Его музыкальное предпочтение не было такими же как у его одноклассников, которые слушали, в основном, электронную музыку и хип-хоп. Подростка увлекали блюз и рок 60-х, влияние которых крайне заметно в творчестве The White Stripes. В начальной школе, Джон также увлекался творчеством Led Zeppelin и The Doors. Он и его друг детства — Доминик Сучита, регулярно слушали записи этих групп на чердаке дома семьи Гиллис по выходным, при этом создавая записи кавер-версий песен на старом 4-дорожечном катушечнике. Тогда Джека можно было описать как «ребёнка с короткими волосами и скобами».
В 2005 году, на шоу «60 Минут», Уайт рассказал Майклу Уоллесу, что его жизнь могла оказаться совсем другой. "Я был принят в семинарию в Висконсине, и я действительно собирался становиться священником, но в последнюю секунду я подумал: «Я пойду в государственную школу… Я только что получил новый усилитель, он стоит в моей спальне, и я не думаю, что мне разрешат взять его с собой.» Вместо этого, он сдал экзамен и поступил в Техническую школу им. Касса, где также не переставал уделять время музыке, время от времени играя на барабанах и тамбурине в местных рок-группах.
В 15 лет Джон начал трёхлетнее обучение мастерству обивки мебели у друга семьи Брайана Молдуна. Музыкант в дальнейшем отметил, что именно Молдун приучил его к панк-музыке, и подтолкнул его играть совместно в группе: «Он играл на барабанах… , что ж, хорошо, тогда я буду играть на гитаре» — расскажет музыкант в одном из своих дальнейших интервью. Дуэт записал альбом «Makers of High Grade Suites», команда назвалась «The Upholsterers» («Обивщики»). Далее, Джон начал собственное дело — ателье по обивке, которое назвал «Third Man Upholstery». Лозунг его бизнеса был таков: «Your Furniture’s Not Dead» («Ваша мебель не мертва»); цветовое оформление включало в себя жёлто-чёрные оттенки. Жёлтый фургон, жёлто-чёрная униформа и жёлтый клипборд — были основными атрибутами работника небольшой фирмы. В то время как «Third Man Upholstery» не испытывала недостаток в клиентах, Уайт утверждал, что это не было выгодно, из-за его самодовольства и его практики деловых отношений, которая была воспринята как непрофессиональная, включая размещение объявлений в постелях и записки со стихами внутри мебели. Спустя небольшой промежуток времени, Джек Уайт провёл свой первый профессиональный концерт в качестве барабанщика Детройтской группы «Goober & the Peas». Он также играл в других местных группах и также делал сольные шоу. Одним из самых незабываемых шоу стал концерт, состоявшийся примерно в 1994 году с группой «Nova Ovens» на открытии кофе-шопа под названием «Planet Ant in Ham».

## Музыкальная карьера

### The White Stripes
Джек и Мег Уайты сформировали The White Stripes в 1997 году. Будучи по профессии барменом, Мег начала учиться играть на барабанах именно в этом году, и, по словам Джека: «Играя на барабанах только ради забавы, Мег чувствовала себя освобождённо и легко». Группа начала свою карьеру, как единица Мичиганского гаражного рока на андеграундной музыкальной сцене, наряду с местными группами, такими как Bantam Rooster, The Dirtbombs, The Paybacks, Rocket 455 и The Henchmem и многими другими. В 1998 году White Stripes, благодаря Дейву Бьюику, заключили контракт с «Walk Hard: The Dewey Cox Story» — маленьком и независимом Детройтском лейбле, специализирующемся на гаражном панке. Группа выпустила свой дебютный альбом в 1999 году, название пластинки дублировало название группы. Год спустя альбом был развит, ставшим культовым и классическим впоследствии, альбомом De Stijl (рус. Де Стейл). Альбом, в конечном счете, достиг 38-го места в топе независимых альбомов Billboard.
В 2001 году The White Stripes выпустили альбом White Blood Cells (рус. Белые Кровяные Тельца). Упрощённый гаражный рок — основной звук альбома — получил всеобщее признание музыкальных критиков в Великобритании и позже в США, сделав The White Stripes одной из более приветствуемых групп в 2002 году. За альбомом в 2003 году следовал успешный в коммерческом плане альбом, носивший название Elephant. В Allmusic писали, что «альбом более злой, параноидальный и ошеломляющий, чем его предшественник». Заглавный сингл альбома Seven Nation Army (рус. Армия семи наций) получил статус мирового хита. Он также достиг первой строчки в чарте Billboard Modern Rock Tracks продержавшись на ней три недели, а вскоре, выиграл в номинации «Лучшая рок-песня» на 46-й церемонии «Грэмми».Общемировые продажи Elephant составили около пяти миллионов копий
Пятый альбом группы — Get Behind Me Satan (рус. Отойди от меня, сатана), был записан в доме Джека, а в звучание группы были добавлены партии пианино, экспериментальная маримба и больше ритм-гитары, на всех из которых играл Уайт. Последний студийный альбом Icky Thump, вышел в 2007 году, и занял первую строчку в британском чарте UK Albums Chart и вторую строчку в американском Billboard 200. На альбоме было ещё больше влияния панка, гаражного рока и блюза, по сравнению с предыдущими пластинками группы. В конце 2007 года, группа отменила 18 концертов тура, из-за тревожного невроза Мег Уайт.
Уайт заявлял, что группа планирует выпустить седьмой альбом летом 2009 года. Но альбом так и не вышел. 20 февраля 2009 года, группа впервые выступила, после выздоровления Мег от невроза. Это был финальный эпизод телепередачи «Вечернее шоу с Конаном О’Брайеном».
Документальной фильм «Under Great White Northern Lights», о летнем туре группы 2007 года по Канаде, был представлен на Кинофестивале в Торонто. Во время тура, группа вошла в историю, сыграв самый короткий концерт, исполнив всего лишь одну ноту в городе Сент-Джонсе. Но вечером того же дня, они отыграли полный концерт в городском центре «Mile One Centre».
2 февраля 2011 года группа заявила о своём распаде. Соответствующее сообщение появилось на главной странице официального сайта группы. Как говорится в обращении, участники группы Мег и Джек Уайт приняли решение о завершении совместного творчества «не из-за каких-либо разногласий или отсутствия энтузиазма», а также «не по причине проблем со здоровьем». Музыканты хотели, чтобы группа прекратила своё существование, пока находилась на пике своей формы.

### The Raconteurs
В 2005 году, во время сотрудничества с Бренданом Бенсоном — музыкантом, с которым Уайт работал раньше — парни записали песню, которую назвали «Steady, As She Goes». Песня вдохновила обоих на создание полноценной группы, и они пригласили Джека Лоуренса и Патрика Килера из The Greenhornes для совместной работы. Так появились The Racounters, когда музыканты встретились в студии Бенсона в Детройте, что бы в оставшиеся дни года записывать музыку для дебютного альбома.
Первый студийный альбом группы — Broken Boy Soldiers, был записан в доме Бенсона. Он достиг первых строчек в чартах США и Великобритании. Группа организовала тур, в поддержку альбома, который также включал 8 выступлений на разогреве у Боба Дилана. Второй альбом группы — Consolers of the Lonely, с заглавным синглом «Salute Your Solution», был отмечен номинацией на «Грэмми» в категории «Лучший рок-альбом». Пластинка также достигла седьмого места в чарте Billboard 200.

### The Dead Weather
Во время тура в поддержку второго студийного альбома The Racounters, Джек Уайт заболел бронхитом и практически потерял свой голос. Элисон Моссхарт — основная вокалистка рок-группы The Kills (которая также была на гастролях с The Racounters) иногда исполняла некоторые вокальные партии Джека вместо него. Взаимоотношение между двумя исполнителями подтолкнуло обоих к совместному сотрудничеству, и в начале 2009 года, они сформировали группу The Dead Weather. Моссхарт исполняла вокал, в то время как Уайт, большую часть времени, играл на ударных; Джек Лоуренс (из The Racounters) играл на бас-гитаре, а Дин Фертита (из Queens of the Stone Age) также как и в своей группе — на клавишных.
Группа выпустила несколько треков 11 марта 2009, а через несколько месяцев — полноценный альбом Horehound. Он вышел 13 июля в Европе, и на следующий день в США, под лейблом Уайта Third Man Records. В октябре того же года, Моссхарт подтвердила релиз второго студийного альбома, также как и выпуск сингла «Die by the Drop» 30 марта 2010 года. Новый альбом Sea of Cowards (опять под лейблом Third Man Records) был выпущен 10 мая в Великобритании, и 11 мая в Соединённых Штатах.

### Сольная карьера
Популярность и успех Джека Уайта, которые он достиг в The White Stripes, позволили ему в одиночку сотрудничать с другими музыкантами. Он участвовал на сессиях записей многих музыкантов, также как и те, в свою очередь, участвовали на записях для его проектов. Джек также был продюсером для разных музыкантов на своей студии Third Man Records.
Согласно слухам, в 2003 году Уайт сотрудничал с детройтской фанк-рок группой Electric Six, записав с ними песню «Danger! High Voltage». Но и сама группа и Джек отрицали сотрудничество, а второй вокал на песне был записан Джоном О’Лири. Так или иначе, давая интервью Тиму Шоу на радио Kerrang Radio, вокалист группы Дик Валентайн, сказал, что Джек Уайт действительно спел в этой песне. Журнал Q также заявлял, что Уайт также помог группе написать песню «Gay Bar».
В этом же году Джек снялся в фильме «Холодная гора» Энтони Мингеллы, в котором исполнил роль персонажа по имени «Джоржиа». Он также написал пять песен, которые вошли в официальный саундтрек картины. Музыкант также сотрудничал с режиссёром Джимом Джармушом, который включил его и Мег Уайт в свой фильм «Кофе и сигареты», в сцену под названием «Джек показывает Мег свою установку Тесла» (англ. Jack Shows Meg His Tesla Coil). Джек также исполнил роль Элвиса Пресли в сатирическом фильме «Walk Hard: The Dewey Cox Story» в 2007 году.

В 2008 году вместе с Алишей Киз музыкант написал заглавную песню к фильму о Джеймсе Бонде — «Квант милосердия».
Джек принял участие в документальном фильме «Приготовьтесь, будет громко» вместе с другими гитаристами Джимми Пейджом и Эджем. Они собираются вместе и рассказывают о своём творчестве. В это же время, Джек выпускает свой первый сингл Fly Farm Blues, который он написал и записал всего лишь за 10 минут, во время съёмок в фильме. 7-дюймовый сингл вышел 11 августа, через лейбл Third Man Records.
В ноябре 2010 года музыкальный продюсер Danger Mouse заявил, что Джек Уайт будет сотрудничать с итальянским музыкантом Даниэлем Луппи, и вместе с Норой Джонс исполнит вокальные партии на альбоме Rome. В итоге, Джек написал три песни для альбома: The Rose with the Broken Neck, Two Against One и The World.
Песня You Know That I Know была специально написана Джеком для сборника The Lost Notebooks of Hank Williams.
30 января 2012 года Уайт выпускает первый сингл Love Interruption, с его дебютного сольного альбома Blunderbuss, который вышел 24 апреля того же года. 3 марта, выступил на программе Saturday Night Live в качестве музыкального гостя. Летом начинается тур в поддержку альбома, в ходе которого Уайт посетил различные музыкальные фестивали. Для сольных концертов, Джек собрал две группы. Первая The Peacocks, включала только женщин, вторая The Buzzards только мужчин.
1 апреля 2014 года Джек анонсирует свой второй сольный альбом Lazaretto, который выйдет 10 июня. Ведущий одноимённый сингл с альбома вышел несколько недель спустя, и стал «самой быстрой» пластинкой в мире.

## Third Man Records
Джек Уайт основал «Third Man Records» в 2001 году. Однако это не было официально подтверждено, пока он не выкупил место в Нашвилле (штате Теннесси) для размещения там своего лейбла в 2009 году. Позже он объяснял: «Долгое время я вообще не хотел иметь свою собственную студию, потому что в The White Stripes я хотел иметь установленное время в 10 дней, или в две недели, чтобы закончить альбом используя любые принадлежности которые были в студии. После 10-15 лет записи я почувствовал, что самое время иметь своё собственное место для производства музыки и хранения как раз того, чего я непосредственно хотел: точных ленточных магнитофонов, точных микрофонов, точных усилителей и так далее…». Используя слоган: «Your Turntable’s Not Dead!» (рус. Ваши проигрыватели не мертвы!), Third Man Records также производит виниловые пластинки артистов, подписанных на этот лейбл, для собственных музыкальных предприятий Джека Уайта, а также для третьих лиц по найму. Подобная деятельность музыканта не осталась без внимания со стороны прессы. В 2014 году, в одном из выпусков журнала Rolling Stone, Джека Уайта назвали «настоящим Вилли Вонкой рок-н-ролла».
В марте 2015 года лейбл присоединился к запуску TIDAL — сервису музыкального стриминга, купленного Шоном Картером (известным, прежде всего, под псевдонимом «Jay-Z»), совместно разделяя обладание сервисом с другими музыкантами и артистами. Позднее в том же году, Уайт заключил контракт для партнёрства с фирмой Shinola, специализирующейся на производстве различных кожаных предметов, для розничной торговли этими предметами в Детройте.

## Личная жизнь
Джек Уайт был женат дважды и дважды разведён. Имеет двоих детей. Музыкант не распространяется о своей личной жизни, давая лишь некоторые детали. Джек считает, что это не относится к его творчеству, обычно заявляя: «Вы же не задумываетесь над тем, какого цвета носки носил Микеланджело? Какую обувь вы носите? В конце концов, это не имеет значения…Единственное, что остается — это наши фотографии и музыка».

### Женитьба на Мег Уайт
Наиболее интересная тема для журналистов — отношение между Джеком и Мег Уайт. В ранних интервью пара заявляла, что они брат и сестра. Группа The Flaming Lips коснулась этого в песне Thank You Jack White. Но, так или иначе, газета Detroit Free Press в одном из номеров напечатали сертификаты о бракосочетании и разводе, подтвердив, что пара состояла в браке. Но так и не стало известно, официальные ли это сертификаты или нет. Давая интервью, дуэт стал меньше говорить о своих отношениях. Джек также говорил, что думает, что брат и сестра «связаны на всю жизнь», следовательно, такие отношения не отвлекают от музыки. В документальном фильме Under Great White Northern Lights Джек снова упоминает, что они с Мег брат и сестра. В начале 1990-х Мег Уайт работала барменом в баре Memphis Smoke, в пригороде Детройта, там она впервые и встретила Джона Гиллиса. Они поженились 21 сентября 1996 года, а развелись 24 марта 2000 года. Джек также взял фамилию Мег.

### Отношения с Рене Зеллвегер
В 2003 году Джек сыграл второстепенную роль в фильме «Холодная гора», где снимались Джуд Лоу, Николь Кидман и Рене Зеллвегер. Пресса предала гласности романтические отношения музыканта с Рене Зеллвегер. Тем же летом пара попала в автокатастрофу, в результате которой Уайт сломал указательный палец на левой руке и был вынужден перенести большую часть летнего тура. Специально для поклонников он опубликовал видеозапись своей операции на пальце. Уайт и Зеллвегер официально расстались в декабре 2004 года.

### Женитьба на Карен Элсон
Уайт встретил британскую модель Карен Элсон на съёмках клипа The White Stripes Blue Orchid. Режиссёр Флория Сигизмонди заявила: «Вы можете ощутить энергию между ними». Пара поженилась 1 июня 2005 года в Манаусе. Сама церемония прошла на каноэ, которое плыло по реке Амазонка, церемонию проводил шаман. После римско-католический священник узаконил их брак. Менеджер Иэн Монтоун был шафером, а Мег Уайт была подружкой невесты. Официальные свадебные объявления гласило, что это был «первый брак» для обоих. 2 мая 2006 года у пары родился первенец — девочка, которую назвали Скарлетт Тереза Уайт. Второй ребёнок, Генри Ли Уайт, родился спустя год, 7 августа. Семья жила в Брентвуде, штате Теннесси, где Элсон управляет винтажным магазином одежды Venus & Mars. Пара объявила о своём разводе в июне 2011 года, устроив вечеринку по поводу их шестой годовщины, где и объявили о разводе. По заявлению самого Джека и Карен, они остались друзьями и намерены вместе воспитывать общих детей.

### Обвинения в нападении
13 декабря 2003 года Уайт начал препираться с вокалистом The Von Bondies Джейсоном Столлстеймером в детройтском клубе Magic Stick. Джеку были предъявлены обвинения в нападении при отягчающих обстоятельствах. Музыкант признал себя виновным в побоях, был оштрафован на 750 долларов и приговорен посещать курсы по управлению гневом.

### Судебный запрет
22 июля 2013 года суд города Нашвилл запретил музыканту любые контакты с Карен Элсон, но он может навещать своих детей. Адвокат Уайта, Кэти Спирс Джонсон, подала апелляцию 2 августа, заявив, что мистер Уайт не хочет, чтобы его изображали как человека, который применяет насилие по отношению к жене и детям.

## Награды
Как исполнитель, гитарист и композитор, Джек привел The White Stripes к международному успеху. В составе группы он получил пять премий «Грэмми», включая три награды за «Лучший альтернативный альбом»: Elephant (2004), Get Behind Me Satan (2006) и Icky Thump (2008). На сегодняшний день он также получил четыре награды MTV Video Music Awards и две награды BRIT Awards. Его международными хитами-синглами являются Fell in Love with a Girl (2001), Seven Nation Army (2003), Icky Thump (2007). В 2013 и 2014 году сольный альбом Джека Blunderbuss был 5 раз номинирован на «Грэмми».

## Дискография
The White Stripes
- The White Stripes (1999)
- De Stijl (2000)
- White Blood Cells (2001)
- Elephant (2003)
- Get Behind Me Satan (2005)
- Icky Thump (2007)

The Raconteurs
- Broken Boy Soldiers (2006)
- Consolers of the Lonely (2008)
- Help Us Stranger (2019)

The Dead Weather
- Horehound (2009)
- Sea of Cowards (2010)
- Dodge and Burn[англ.] (2015)

Сольные альбомы
- Blunderbuss (23 апреля 2012)[50]
- Lazaretto (10 июня 2014)
- Boarding House Reach (23 марта 2018)
- Fear of the Dawn (2022)
- Entering Heaven Alive (2022)
- No Name (2024)

#### Как продюсер
Уайт был основным продюсером при всех собственных работах, также как и при работе с другими группами и музыкантами, в особенности с лейбла Third Man Records. Ниже представлен список его работ в качестве продюсера:
- The White Stripes (1999) — The White Stripes[51]
- De Stijl (2000) — The White Stripes
- Soledad Brothers (2000) — Soledad Brothers[англ.]
- White Blood Cells (2001) — The White Stripes
- Lack of Communication[англ.] (2001) — the Von Bondies
- Do Rabbits Wonder? (2003) — Whirlwind Heat[англ.][176]
- Elephant (2003) — The White Stripes
- Van Lear Rose(2004) — Лоретта Линн
- Get Behind Me Satan (2005) — The White Stripes
- Red and Black EP (2005) — The Muldoons
- Sewed Soles[англ.](2005) — The Greenhornes[176]
- Broken Boy Soldiers (2006) — the Raconteurs
- Icky Thump (2007) — The White Stripes
- Consolers of the Lonely (2008) — The Raconteurs
- Horehound (2009) — The Dead Weather
- Bohemian Grove/Atheist Funeral (2009) — Ден Сартейн[англ.]
- Fly Farm Blues (2009) — Соло-запись
- Gastown/River Song (2009) — Smoke Fairies[англ.]
- Fame #9/BP Fallon Interview/I Believe in Elvis Presley (2009) — BP Fallon
- You Know I’m No Good/Shakin' All Over (2010) — Ванда Джексон
- What Can I Do/Lies (2010) — The Black Belles[52]
- Sea of Cowards (2010) — The Dead Weather
- The Ghost Who Walks (2010) — Карен Элсон
- Under Great White Northern Lights (2010) — The White Stripes
- Third Man Live: Dex Romweber Duo (2010) — Декстер Ромвебер[англ.]
- Third Man Live: The Raconteurs (2010) — The Raconteurs
- Third Man Live: Nobunny (2010) — Nobunny[англ.]
- And They Call Me Mad/Conan O’Brien Interview (2010) — Конан О’Брайен
- The Black Belles (2011) — The Black Belles
- The Party Ain’t Over (2011) — Ванда Джексон[177]
- «Charlene II (I’m Over You)» (2011) — The Black Belles и Стивен Кольбер
- Leck mich im Arsch (2011) — Insane Clown Posse, адаптация Вольфганга Амадея Моцарта, совместно с JEFF the Brotherhood
- Live at Third Man Records: Jerry Lee Lewis (2011) — Джеерри Ли Льюис
- Blunderbuss (2012) — Соло-запись
- Lazaretto (2014) — Соло-запись
- Acoustic Recordings 1998–2016[англ.] (2016)

Саундтреки к фильмам
- Холодная гора (2003) — «Never Far Away», «Christmas Time Will Soon Be Over», «Great High Mountain», «Wayfaring Stranger», «Sittin' on Top of the World»
- Квант милосердия (2008) — «Another Way to Die» (с Алишей Киз)[53]
- The Rolling Stones. Да будет свет (2008) — «Loving Cup» (совместно с The Rolling Stones)[54]
- Приготовьтесь, будет громко (2008) — «Fly Farm Blues»
- Великий Гэтсби (2013) — «Love Is Blindness»
- Омерзительная восьмёрка (2015) — «Apple Blossom»

## Фильмография
1. 1986 — «Убийства по чёткам» / The Rosary Murders — мальчик у алтаря
2. 2003 — «Холодная гора» / Cold Mountain — Джорджиа
3. 2003 — «Кофе и сигареты» / Coffee and Cigarettes — камео
4. 2007 — «Взлеты и падения: История Дьюи Кокса» / Walk Hard: The Dewey Cox Story — Элвис Пресли
5. 2009 — «Приготовьтесь, будет громко» / It Might Get Loud — камео
6. 2016 — «Маппеты» (1 сезон, 16 серия) / The Muppets — камео
7. 2023 — «Убийцы цветочной луны» / Killers of the Flower Moon — камео